# Les mensonges ont de jolies jambes
Pour plus de détails, voir Fiche technique et Distribution.
Les mensonges ont de jolies jambes (Lügen haben hübsche Beine) est un film autrichien réalisé par Erik Ode sorti en 1956.

## Synopsis
Lorsque l'acteur Paul Hörbiger travaille sur ses mémoires, ses yeux effleurent les jambes galbées de sa secrétaire, ce qui évoque dans sa mémoire la comédie Les mensonges ont de jolies jambes. La chose intéressante n’est pas l’intrigue du film, explique-t-il, mais la façon dont le film est né.
Par manque d’argent, trois jeunes filles très jolies partagent une mansarde : Francis, actrice pleine d’espoir qui n'a pas beaucoup de rôles, Lixie, graphiste, qui est en train de concevoir une affiche pour des bas de soie dans l’espoir de vendre ce dessin et Johanna Eiseler, une jeune médecin qui vient de passer son diplôme mais est sans emploi. Lorsque les trois découvrent dans le journal une annonce qui recherche un moniteur de ski à Oberirl, Johanna, une excellente skieuse, pose sa candidature au poste, mais prétend être son propre frère, car un candidat masculin est explicitement souhaité. Bien que le début soit difficile, Johanna obtient le poste de Johann.
Johanna rencontre le petit Hans, qui a besoin de son aide. Elle l'accompagne chez le pédiatre, le Dr. Philip Hackenschuh. Le jeune médecin réalise que quelque chose ne va pas avec Johanna. Il soupçonne bientôt le secret de Johanna. Grâce à des recherches habiles, il sort ce qu'il veut savoir.
Quand des cinéastes apparaissent soudainement dans ce paysage idyllique pour tourner des scènes manquantes d'un film dans un environnement naturel et tranquille, Simon Daxenberger, le propriétaire de l'hôtel "Sonnenhof" se frotte les mains et espère gagner beaucoup d'argent avec l'équipe de tournage sous la direction du chaotique réalisateur Waldemar Bonislawsky. Annie Rosar et Rudolf Carl font tout autant partie de l’équipe de tournage que Vera Bella, qui n’a pas encore acquis la réputation de vedette du film. Sur place, cependant, Vera Bella avoue avoir menti et ne sait pas skier du tout. Il faut donc la remplacer, le choix tombe sur le "moniteur de ski Johann". Le maître des accessoires est certain de pouvoir transformer Johann en une jolie femme en un rien de temps et dit que tout est une routine. Finalement, Johanna s'assure que son ami Francis obtienne le rôle.
Pour Annie Rosar, le programme de tournage prévoit une scène dans laquelle elle doit descendre dans la vallée en traîneau. La réalisatrice montre à l'actrice à quel point tout cela est sans risque. Annie Rosar entre et se répète que tout va bien aller. Lorsque la scène est sur le point d’être finie, un incident se produit et le traîneau part sans que Annie Rosar puisse faire quoi que ce soit. Le lendemain, le tournage s'arrête soudainement, car Piepedanz, le financier du film, est parti en Amérique du Sud. Il a laissé sa femme sur le lieu de vacances.
Cependant, il y a une fin heureuse pour Johanna et Philip Hackenschuh, qui tente de faire prendre conscience à Johanna de ses vertiges, a toujours su que les mensonges avaient de jolies jambes et qu’elle était la femme idéale pour lui.

## Fiche technique
- Titre français : Les mensonges ont de jolies jambes[1]
- Titre original : Lügen haben hübsche Beine
- Réalisation : Erik Ode assisté d'Ernst Hofbauer
- Scénario : Kurt Nachmann
- Musique : Hans Lang
- Direction artistique : Alexander Sawczynski, Franz Szivatz
- Costumes : Charlotte Flemming
- Photographie : Günther Anders
- Son : Herbert Janeczka
- Montage : Herma Sandtner
- Production : Herbert Gruber
- Sociétés de production : Sascha-Film, Lux-Film Wien
- Société de distribution : Bavaria-Filmverleih
- Pays de production :  Autriche
- Langue : allemand
- Format : Noir et blanc - 1,33:1 - Mono - 35 mm
- Genre : Comédie
- Durée : 93 minutes
- Dates de sortie :
  - Autriche : 4 mai 1956.
  - Allemagne : 7 juin 1956.
  - France : 22 mai 1958[1].
  - Allemagne de l'Ouest : 26 mai 1961.

## Distribution
- Adrian Hoven : Dr. Philip Hackenschuh, pédiatre et moniteur de ski
- Doris Kirchner : Dr. Johanna Heiseler ou Johann
- Paul Hörbiger : lui-même
- Annie Rosar : elle-même
- Gunther Philipp : Waldemar Bonislawsky, le réalisateur
- Susi Nicoletti : Mme Piepedanz
- Oskar Sima : Simon Daxenberger, propriétaure de l'hôtel Sonnenhof
- Rudolf Carl : lui-même
- Erni Mangold : Vera Bella
- Luzi Neudecker : Monika
- Senta Wengraf : Francis
- Bruno Fritz (de) : Wuttke, l'accessoiriste
- Vera Comployer : Mme Wally
- Melanie Horeschovsky (de) : Theres’
- Peter Brand : le petit Hans
- Thomas Hörbiger : le moniteur de ski, le fils de M. Daxenberger
- Edith Prager (de) : Lixie
- Lona Dubois (de) : La secrétaire